# Carlos Ríos Mora
Carlos Ríos Mora (Lima, 13 de noviembre de 1961) es un exfutbolista peruano que se desempeñaba como defensa central.

## Trayectoria
Llegó a Sporting Cristal en 1972 para formar parte de los calichines, debutó en 1980 en una gira que realizó el cuadro rimense en octubre a Canadá, fue empate 0-0 en Toronto ante la Selección Canadiense. 
Su primer partido oficial en el torneo peruano fue ante Juventud La Palma en la ciudad de Huacho el 2 de noviembre. Esa temporada obtuvo su primer título nacional.
Fue parte del Seleccionado Juvenil en 1980 bajo la DT. de Alberto Gallardo que al final no llegaron a participar en Ecuador en 1981 debido al conflicto militar.
En 1983 obtuvo su segundo título con el cuadro rimense  compartiendo la defensa central con los mundialistas Hector Chumpitaz y Rubén Toribio Díaz.
En 1987 jugó en el ascendido Deportivo Cañaña, en 1988 en el Sport Boys el torneo de Segunda División, luego en Deportivo Municipal 1989, su último año lo hizo en el CD Mineros de Guayana en 1990.

## Clubes
| Club                  | País      | Año         |
| --------------------- | --------- | ----------- |
| Sporting Cristal      | Perú      | 1980 - 1986 |
| Deportivo Cañaña      | Perú      | 1987        |
| Sport Boys            | Perú      | 1988        |
| Deportivo Municipal   | Perú      | 1989        |
| CD Mineros de Guayana | Venezuela | 1990        |

## Palmarés
| Título                    | Club             | País | Año  |
| ------------------------- | ---------------- | ---- | ---- |
| Primera División del Perú | Sporting Cristal | Perú | 1980 |
| Primera División del Perú | Sporting Cristal | Perú | 1983 |